# César Cals Neto
César Cals de Oliveira Neto (Fortaleza, 8 de agosto de 1950) é um professor, engenheiro e político brasileiro filiado ao Partido da Social Democracia Brasileira (PSDB). Foi prefeito de Fortaleza, deputado federal e constituinte.

## Biografia
É filho do ex-governador do Ceará, César Cals e irmão de Marcos Cals, ex-Presidente da Assembleia Legislativa do Ceará. Engenheiro Civil,  graduado pela UFC, pós-graduado em engenharia, foi professor da COPPE/UFRJ – Instituto Alberto Luiz Coimbra de Pós-Graduação e Pesquisa de Engenharia e da Escola de Engenharia da UFRJ, Diretor Técnico da EBTU - Empresa Brasileira de Transportes Urbanos. Eleito Deputado Federal em 1982 como o mais votado no Estado do Ceará, licenciou-se para exercer as funções de Prefeito Municipal de Fortaleza. Foi Deputado Constituinte na Assembleia Nacional Constituinte em 1987/1988.
Nas eleições de 1990, disputou a reeleição pelo PSD, mas não obteve êxito, ficando na segunda suplência de sua coligação e exerceu mandato parcialmente em 1993.